# جراحة القولون والمستقيم

يُطلق على الأطباء المتخصصين في هذا المجال الطبي اسم جراحي القولون والمستقيم أو أطباء المستقيم. في الولايات المتحدة، لكي يصبحوا جراحي قولون ومستقيم، يتعين على الأطباء الجراحين إكمال برنامج إقامة في الجراحة العامة بالإضافة إلى زمالة في جراحة القولون والمستقيم، وبعد ذلك يصبحون مؤهلين للحصول على شهادة في مجال تخصصهم من المجلس الأمريكي لجراحة القولون والمستقيم أو المجلس الأمريكي لتقويم العظام في طب المستقيم . في دول أخرى، يُمنح الجراحون شهادة ممارسة طب المستقيم بعد إكمال برنامج إقامة في التخصص الفرعي لمدة سنتين إلى ثلاث سنوات من مجلس الجراحة في البلاد.
جراحة القولون والمستقيم هي مجال في الطب يتعامل مع اضطرابات المستقيم والشرج والقولون.يُعرف المجال أيضًا باسم طب المستقيم، ولكن هذا المصطلح يُستخدم الآن بشكل غير متكرر في الطب ويُستخدم غالبًا لتحديد الممارسات المتعلقة بالشرج والمستقيم على وجه الخصوص.  كلمة proctology مشتقة من الكلمات اليونانية πρωκτός proktos ، وتعني "فتحة الشرج" أو "الأجزاء الخلفية"، و -λογία -logia ، وتعني "علم" أو "دراسة".

## نطاق التخصص
- الدوالي أو التورم والتهاب الأوردة في المستقيم والشرج ( البواسير )
- شقوق أو تمزقات غير طبيعية في فتحة الشرج ( الشقوق الشرجية )
- اتصالات أو ممرات غير طبيعية بين المستقيم أو منطقة المستقيم الشرجي الأخرى وسطح الجلد ( ناسور )
- حالات الإمساك الشديد
- سلس البراز
- بروز جدران المستقيم من خلال فتحة الشرج ( تدلي المستقيم )
- عيوب خلقية مثل فتحة الشرج غير المثقوبة
- علاج اضطرابات المغص الشديدة، مثل مرض كرون
- سرطان القولون والمستقيم ( سرطان القولون والمستقيم )
- إعادة وضع منطقة المستقيم في حالة سقوطها
- سرطان الشرج
- أي إصابات في فتحة الشرج
- إزالة الأشياء التي تم إدخالها في فتحة الشرج
- إجراء تنظير القولون
- إجراء عمليات استئصال البواسير

## العلاج الجراحي والإجراءات التشخيصية

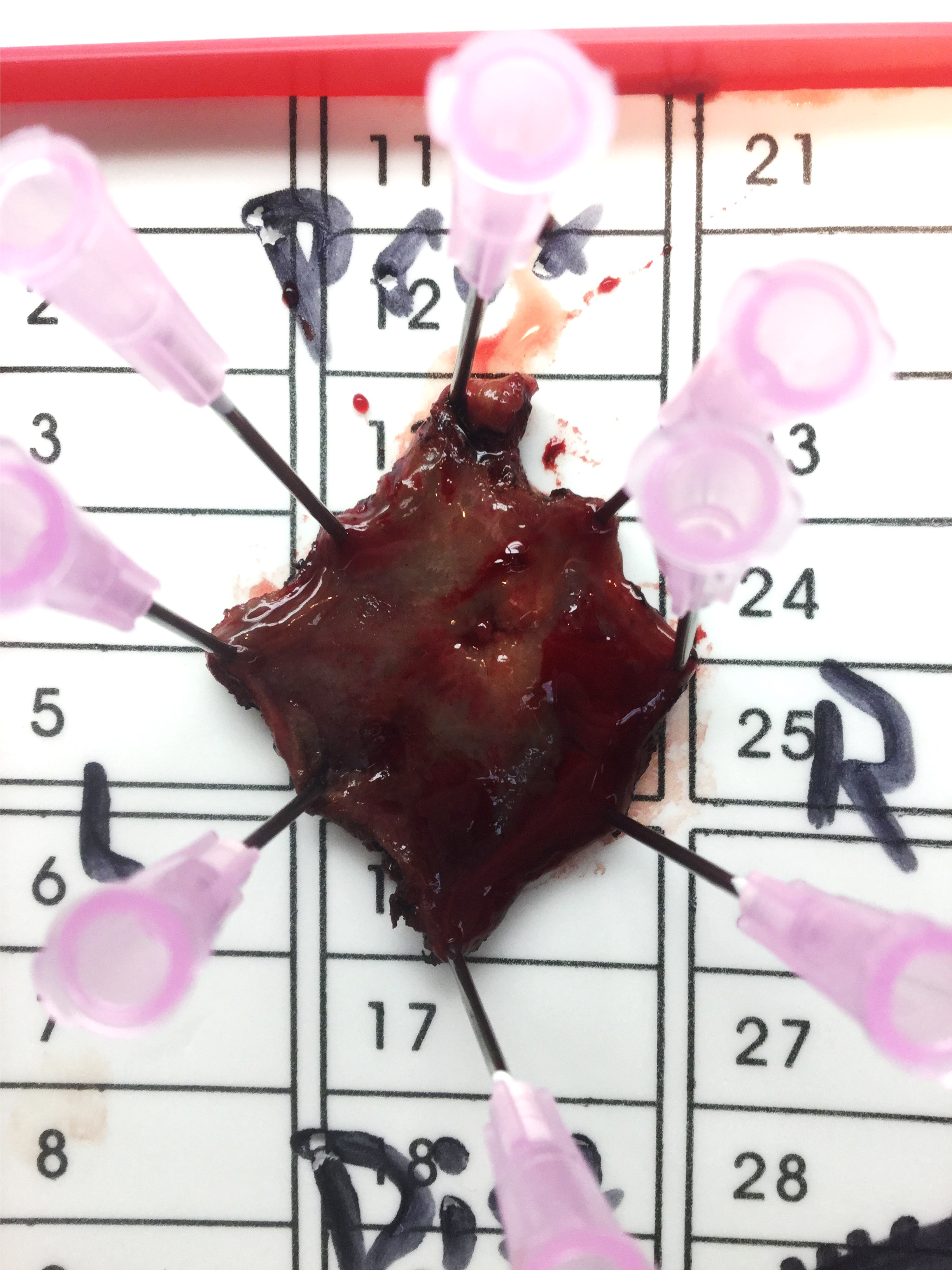
علم الأمراض الإجمالي لورم غدي أنبوبي زغابي تم استئصاله بواسطة جراحة القولون والمستقيم الأقل تدخلاً.

تشمل الأشكال الجراحية لعلاج هذه الحالات ما يلي: استئصال القولون ، اللفائفي/فغر القولون، استئصال السليلة،رأب التضيق ، استئصال البواسير (في الحالات الشديدة من البواسير )، الجراحة قليلة التداخل ، رأب الشرج، والمزيد اعتمادًا على حالة المريض. الإجراءات التشخيصية، مثل تنظير القولون ، مهمة جدًا في جراحة القولون والمستقيم، حيث يمكنها إخبار الطبيب بنوع التشخيص الذي يجب إعطاؤه والإجراء الذي يجب القيام به لتصحيح الحالة. تشمل الإجراءات التشخيصية الأخرى التي يستخدمها جراحو القولون والمستقيم ما يلي: تنظير المستقيم ، تصوير المستقيم أثناء التبرز ، تنظير القولون السيني . في الآونة الأخيرة، شهدت طريقة الجراحة بالمنظار زيادة في الشعبية، نظرًا لمخاطرها المنخفضة، ووقت التعافي المنخفض، والشقوق الأصغر والأكثر دقة التي يتم تحقيقها باستخدام أدوات المنظار.

## التحضير الميكانيكي للأمعاء
التحضير الميكانيكي للأمعاء (MBP) هو إجراء يفتقر إلى الأدلة في الأدبيات،  حيث يتم طرد البراز من تجويف الأمعاء قبل الجراحة، والأكثر شيوعًا باستخدام فوسفات الصوديوم .  ومع ذلك، تشير الأدلة الحديثة إلى أن الجمع بين التحضير الميكانيكي للأمعاء والمضادات الحيوية عن طريق الفم قبل جراحة القولون والمستقيم الاختيارية يقلل على الأرجح من خطر الإصابة بعدوى موقع الجراحة والتسرب في مواقع المفارغه مقارنة بالتحضير الميكانيكي وحده، دون آثار واضحة على الوفيات أو الانسداد المعوي بعد الجراحة أو الإقامة في المستشفى.

## الرعاية بعد الجراحة

### التغذية المعوية المبكرة
تشير الأدلة إلى أن البدء في التغذية المعوية خلال 24 ساعة بعد جراحة الجهاز الهضمي السفلي قد يقلل من مدة الإقامة في المستشفى، على الرغم من أن التأثيرات على المضاعفات والوفيات بعد الجراحة لا تزال غير مؤكدة.